# Fons Bastijns
Fons Bastijns (Meer, 1947. január 28. – Brugge, 2008. november 15.) válogatott belga labdarúgó, hátvéd, sportvezető.

## Pályafutása

### Klubcsapatban
1965 és 1967 között a Racing White labdarúgója volt. 1967 és 1981 között a Club Brugge csapatában szerepelt, ahol öt belga bajnoki címet és három kupagyőzelmet ért el. Tagja volt az 1975–76-os idényben UEFA-kupa- és az 1977–78-as idényben BEK-döntős együttesnek. 1981–82-ben a francia USL Dunkerque csapatában fejezte be az aktív labdarúgást.

### A válogatottban
1970 és 1977 között három alkalommal szerepelt a belga válogatottban.

## Sikerei, díjai
Club Brugge
- Belga bajnokság
  - bajnok (5): 1972–73, 1975–76, 1976–77, 1977–78, 1979–80
- Belga kupa
  - győztes (3): 1968, 1970, 1977
  - döntős: 1979
- Belga szuperkupa
  - győztes: 1980
- Bajnokcsapatok Európa-kupája (BEK)
  - döntős: 1977–78
- UEFA-kupa
  - döntős: 1975–76

## Statisztika

### Mérkőzései a belga válogatottban
| Belgium | Belgium            | Belgium                       | Belgium | Belgium  | Belgium       | Belgium      | Belgium | Belgium |
| #       | Dátum              | Helyszín                      | Hazai   | Eredmény | Vendég        | Kiírás       | Gólok   | Esemény |
| ------- | ------------------ | ----------------------------- | ------- | -------- | ------------- | ------------ | ------- | ------- |
| 1.      | 1970. november 15. | Brüsszel, Heysel Stadion      | Belgium | 1 – 2    | Franciaország | barátságos   | -       |         |
| 2.      | 1973. október 31.  | Anderlecht, Stade Émile Versé | Belgium | 2 – 0    | Norvégia      | vb-selejtező | -       |         |
| 3.      | 1977. március 26.  | Antwerpen, Bosuilstadion      | Belgium | 0 – 2    | Hollandia     | vb-selejtező | -       |         |
|         | Összesen           |                               |         | 3        | mérkőzés      |              | 0       | gól     |